# Pseudomonadàcies
Els Pseudomonadaceae és una família de proteobacteris que inclou els gèneres Azomonas, Azomonotrichon, Azorhizophilus, Azotobacter, Cellvibrio, Mesophilobacter, Pseudomonas (el gènere tipus), Rhizobacter, Rugamonas, i Serpens. Els Azotobacteraceae recentment s'ha establert que pertanyen a aquesta família també.

## Història
Pseudomonada literalment significa 'falsa unitat', el terme monada es feia servir al principi de la història de la microbiologia per designar els organismes unicel·lulars. Es va definir el gènere Pseudomonas de forma vaga a partir de l'any 1894 i al principi se li van assignar moltes espècies moltes de les quals es van reclassificar posteriorment.
Pseudomonas aeruginosa és un patogen oportunista emergent de rellevància clínica amb resistència als antibiòtics.